# Káto Graikikó
Káto Graikikó är en ort i Grekland.   Den ligger i prefekturen Nomós Ártas och regionen Epirus, i den centrala delen av landet, 280 km nordväst om huvudstaden Aten. Káto Graikikó ligger 428 meter över havet och antalet invånare är 165.
Terrängen runt Káto Graikikó är bergig åt nordväst, men åt sydost är den kuperad. Runt Káto Graikikó är det glesbefolkat, med 13 invånare per kvadratkilometer. Närmaste större samhälle är Ágios Dimítrios, 2,9 km sydost om Káto Graikikó. I omgivningarna runt Káto Graikikó växer i huvudsak blandskog.